# Ajuatitla Primera Sección
Ajuatitla Primera Sección är en ort i Mexiko.   Den ligger i kommunen Coxcatlán och delstaten San Luis Potosí, i den centrala delen av landet, 230 km norr om huvudstaden Mexico City. Ajuatitla Primera Sección ligger 170 meter över havet och antalet invånare är 533.
Terrängen runt Ajuatitla Primera Sección är kuperad åt nordväst, men åt sydost är den platt. Runt Ajuatitla Primera Sección är det ganska tätbefolkat, med 100 invånare per kvadratkilometer. Närmaste större samhälle är Villa Terrazas, 9,1 km söder om Ajuatitla Primera Sección. I omgivningarna runt Ajuatitla Primera Sección växer huvudsakligen savannskog.